# Medalla per la Restauració de la Indústria Metal·lúrgica
La Medalla per la Restauració de la Indústria Metal·lúrgica (rus: Медаль «За восстановление предприятий черной металлургии юга») és una medalla soviètica, creada per Stalin el 18 de maig de 1948, i atorgada als obrers, treballadors, enginyers, tècnics, economistes i administratius pel treball destacat, els alts índex de producció i el mèrit en la restauració de la indústria del ferro i l'acer al Sud.
Va ser instituïda pel Decret de la Presidència del Soviet Suprem de la Unió Soviètica, amb el disseny, la descripció i els reglaments de la medalla confirmats a la Gaseta del Soviet Suprem de l'URSS n. 20 de 1948. Els seus reglaments van completar-se mitjançant decret de 23 de juny de 1951.
Penja a l'esquerra del pit i se situa a continuació de la medalla per la Consolidació de la Cooperació de Combat. L'autor del disseny va ser el pintor Ivan Inanovitx Dubasov. Juntament amb la medalla s'atorgava un certificat acreditatiu.
La seva concessió es feia pels dirigents de les empreses, les organitzacions del Partit i els sindicats. Les llistes presentades amb proposicions per la medalla eren aprovades i es concedien en nom de la Presidència del Soviet Suprem de l'URSS pel Ministre de Siderúrgia i el Ministre de la Construcció d'Empreses d'Indústria Pesant.
Durant la Gran Guerra Patriòtical, les regions septentrionals de l'URSS (el cor de la indústria metal·lúrgica soviètica) van ser ocupades pels alemanys, i la majoria d'elles van ser destruïdes. (entre aquestes trobem plantes industrials gegantines com la "Azovstal", la "Zaporojstal", la "Planta Ienakiievski" o la "Planta Makeievksi". La restauració de les plantes després d'alliberar-les del jou nazi va ser una de les tasques econòmiques més importants del període de postguerra; i així, l'1 de gener de 1945 ja es pogueren posar en funcionament 3 forns d'injecció, 24 forns oberts, 15 premses i 54 coqueries.
Va ser concedida en unes 68.710 ocasions, i en alguns casos es va atorgar en dues ocasions a la mateixa persona.

## Disseny
Fabricada en metall no ferros, és de forma circular amb un diàmetre de 32mm.
A l'anvers apareix un treballador amb les mans a una palanca. Al fons apareix una indústria i el Sol naixent, i els seus raigs ocupen la part superior de la medalla. A la part superior de la medalla apareix la inscripció За восстановление предприятий черной металлургии юга ("Per la Restauració de la Indústria Siderúrgica del Sud"), i a la part inferior apareix una branca de llorer, amb l'estrella de 5 puntes al centre.
Al revers hi ha la inscripció ТРУД В СССР ДЕЛО ЧЕСТИ ("Treballar a la U.R.S.S. és una Qüestió de Glòria"), sota de la falç i el martell.
La medalla penja d'un galó pentagonal de seda de muaré de 24mm d'ample. Al centre hi ha una franja blava de 8mm, als costats hi ha una petita franja blanca seguida per una franja de 5mm blau clar. A les puntes hi ha també una franja de 2mm en blau.